# ГАМКC-рецептор
ГАМКC-рецептор — ионотропный рецептор γ-аминомасляной кислоты, связанный с хлоридным каналом. При активации рецептора молекулами ГАМК начинается транспорт ионов хлора во внутриклеточное пространство, который приводит к ингибированию нервного импульса.

ГАМК

## Строение рецептора
ГАМКC-рецептор относится к никотиноидному подсемейству лиганд-зависимых ионных каналов (ЛЗИК). ЛЗИК передают нервный импульс с помощью прямого транспорта ионов K+, Na+, Ca2+, Cl− через мембрану. Ионы транспортируются через канал, открытие которого регулируется различными нейротрансмиттерами, такими, как ацетилхолин, глицин, серотонин или ГАМК. Помимо ГАМКC-рецептора, к никотиноидному подсемейству относятся также никотиновый ацетилхолиновый рецептор (nAChR), серотониновый рецептор 5-HT3, ГАМКA-рецептор, стрихнин-чувствительный глициновый рецептор. Важно также упомянуть ацетилхолин-связывающий белок, который отсутствует у человека. Этот транспортный белок является структурным гомологом лиганд-связывающих доменов всех рецепторов никотиноидного подсемейства. К другим подсемействам семейства ЛЗИК относятся глутаматные рецепторы и рецепторы АТФ.
Различные рецепторы никотиноидного подсемейства ЛЗИК структурно сходны. Они представляют собой пентамеры, собранные из родственных друг другу субъединиц. Возможно, что эти субъединицы имеют эволюционное родство. Каждая субъединица состоит из большого внеклеточного N-концевого домена, четырёх трансмембранных доменов (М1-4) и вариабельной внутриклеточной петли между третьим и четвёртым трансмембранными доменами. Цепь укладывается таким образом, что стенка поры канала образована вторым трансмембранным доменом М2. Таким образом, суммарный заряд боковых цепей аминокислот М2-домена, обращённых в канал, определяет, будет ли канал пропускать катионы или анионы. Внутриклеточная петля служит  для прикрепления рецептора к цитоскелету, а также является мишенью некоторых модуляторов данного подкласса рецепторов. Внеклеточный домен содержит сайт связывания лиганда. ГАМКС-рецепторы состоят из ρ-субъединиц. На основании филогенетического родства среди них выделяют три подтипа (ρ1-3). В геноме человека найдены гены всех трёх подтипов, однако клонированы и экспрессированы in vitro лишь ρ1 и ρ2.
Отличительной особенностью ρ-субъединиц является их способность к образованию гомомерных рецепторов при экспрессии in vitro, в то время как у субъединиц ГАМКA рецептора (α, β, γ, δ, ε) такая способность выражена в малой степени. Кроме  того, ρ1- и ρ2- субъединицы могут совместно образовывать псевдогетеропентамеры различного состава. Имеются сведения об образовании комплексов между γ2 и ρ2-субъединицами. Тем не менее, на сегодняшний день наиболее изученными среди ГАМКС-рецепторов являются гомопентамерные рецепторы подтипа ρ1. Гораздо меньше информации имеется относительно фармакологии ρ2-рецепторов. О ГАМКС-рецепторах других подтипов имеются лишь отдельные сведения.
Важнейшее отличие между рецепторами ГАМКA и ГАМКС состоит в следующем: в то время как ГАМКA-рецептор быстро активируется и так же быстро десенситизируется, ГАМКС-рецептор активируется медленно, но значительно менее склонен к десенситизации. В то же время активация ГАМКС-рецептора происходит при значительно меньших концентрациях ГАМК, чем в случае ГАМКA рецептора. С этим связаны различия в фармакологическом профиле рецепторов.

## Фармакология рецептора
ГАМКС-рецепторы экспрессируются в различных областях мозга. Они обнаружены в сетчатке, зрительных путях, таламусе, гиппокампе и некоторых других отделах мозга. ГАМКС-рецепторы расположены в глубинных слоях сетчатки и опосредуют взаимодействие соседних светочувствительных клеток. Благодаря этому, в частности, они отвечают за повышение чёткости границ зрительного образа. При селективном блокировании ГАМКС-рецепторов повышается возбудимость клеток сетчатки, расположенных рядом с теми, которые непосредственно подвержены воздействию светового сигнала. За счёт этого образы становятся более расплывчатыми, чёткость зрения понижается. Однако связь этого эффекта с какими-либо заболеваниями зрительного аппарата недостаточно изучена. Очевидной причиной этого является отсутствие инструментов для данного исследования — высокоселективных лигандов ГАМКС-рецепторов, поскольку в сетчатке также обильно экспрессированы ГАМКA-рецепторы, а также рецепторы глутаматэргической системы, обладающие действием, противоположным действию рецепторов ГАМК.
ГАМКС-рецепторы, локализованные в таламусе, гиппокампе и других областях мозга, отвечают за процессы, связанные с регуляцией сна и памятью.

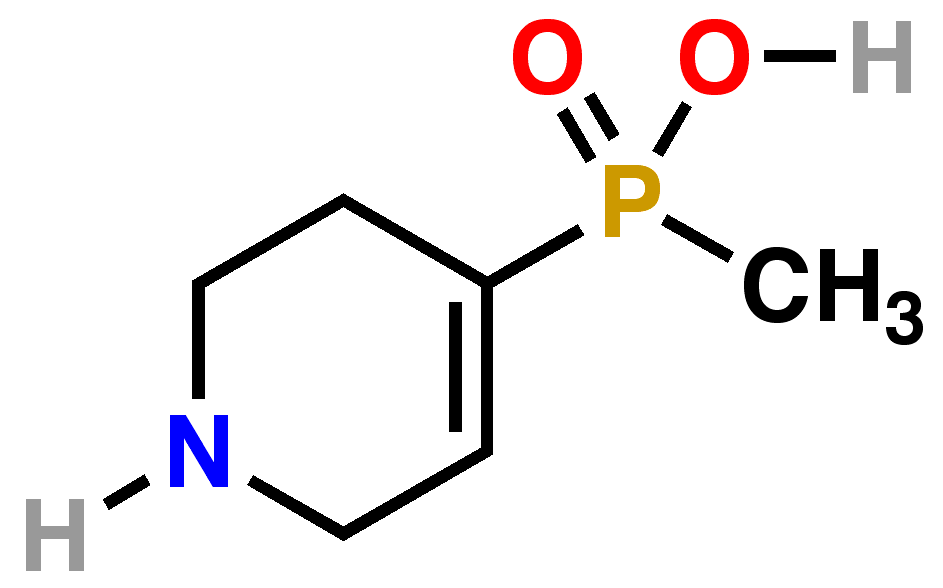
TPMPA

 Основным инструментом исследования в данном случае является селективный антагонист рецептора 1,2,5,6-тетрагидропирид-4-илметилфосфиновая кислота (TPMPA). Её вводят путём инъекции непосредственно в четвёртый желудочек мозга, поскольку это вещество плохо проникает через гематоэнцефалический барьер, что заставляет исследователей искать более липофильные аналоги этого вещества, смиряясь с их низкой селективностью.

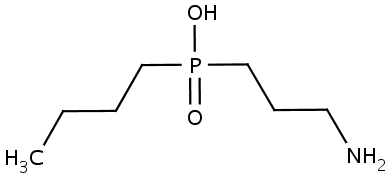
CGP36742

Примером такого вещества является CGP36742, антагонист ГАМКB и ГАМКС-рецепторов. При исследовании влияния TPMPA на память были выявлены заметные улучшения памяти и обучаемости крыс и цыплят — снижение времени обучения и более надёжное запоминание выученного. Воздействие CGP36742 снижает возрастной дефицит памяти у крыс и усиливает когнитивные способности обезьян. Этот эффект не связан с ГАМКB-рецепторами, поскольку другие антагонисты этих рецепторов таким действием не обладают. При исследовании влияния TPMPA на сон было обнаружено, что при применении этого вещества увеличивается продолжительность бодрствования крыс, при этом продолжительность как медленной, так и парадоксальной фазы сна снижается. Кроме того, TPMPA ингибирует апоптоз нейронов гиппокампа, индуцированный аммиаком, и регулирует выброс гормонов в толстом кишечнике.

## Лиганды рецептора
Антагонисты ГАМКС-рецептора усиливают когнитивные способности мозга и стимулируют память. Главная проблема при исследовании рецепторов ГАМК и, в частности, ГАМКС-рецептора — отсутствие лигандов, сочетающих в себе селективность по отношению к конкретному подтипу рецепторов и высокую активность.